# リアル・ライブ
『リアル・ライブ』（Real Live）は、1984年にリリースされたボブ・ディランのライブ・アルバム。1984年のヨーロッパ・ツアーを記録したもので、元ローリング・ストーンズのミック・テイラーをリード・ギター、元フェイセズのイアン・マクレガンをキーボード、カルロス・サンタナをゲストに迎えている。
ビルボード200チャートで最高115位、全英アルバム・チャートで54位を記録した。

## 収録曲
全曲ボブ・ディラン作詞・作曲

### Side 1
1. 追憶のハイウェイ61 - Highway 61 Revisited – 5:07
2. マギーズ・ファーム - Maggie's Farm – 4:54
3. アイ・アンド・アイ - I and I – 6:00
4. ライセンス・トゥ・キル - License to Kill – 3:26
5. 悲しきベイブ - It Ain't Me, Babe – 5:17

### Side 2
1. ブルーにこんがらがって - Tangled Up in Blue – 6:54
2. 戦争の親玉 - Masters of War – 6:35
3. やせっぽちのバラッド - Ballad of a Thin Man – 3:05
4. 北国の少女 - Girl from the North Country – 4:25
5. トゥームストーン・ブルース - Tombstone Blues – 4:32

## 参加ミュージシャン
- ボブ・ディラン - ギター、ハーモニカ、キーボード、ボーカル
- ミック・テイラー - ギター
- グレッグ・サットン - ベース
- コリン・アレン - ドラムス
- イアン・マクレガン - キーボード
- カルロス・サンタナ - ギター「トゥームストーン・ブルース」
- グリン・ジョンズ - プロデューサー、エンジニア

## リリース
日本
| 日付          | レーベル  | 規格 | カタログ番号 | 付記 |
| ------------- | --------- | ---- | ------------ | ---- |
| 1984年        | CBSソニー | LP   | 28AP 2967    |      |
| 1985年        | CBSソニー | CD   | 32DP 196     |      |
| 1993年9月22日 | ソニー    | CD   | SRCS-6339    |      |